# Petronella (Täuferin)
Die Täuferin Petronella († 8. Oktober 1535 in der Bode bei Gröningen) war eine Bäckersfrau und ein aktives Mitglied der Halberstädter Täufergemeinde. Sie wurde wegen ihrer Glaubensüberzeugungen hingerichtet. Marion Kobelt-Groch zählt sie – nicht zuletzt wegen ihrer Trennung vom „ungläubigen“ Ehemann – zu den „aufsässigen Töchtern Gottes“.

## Leben

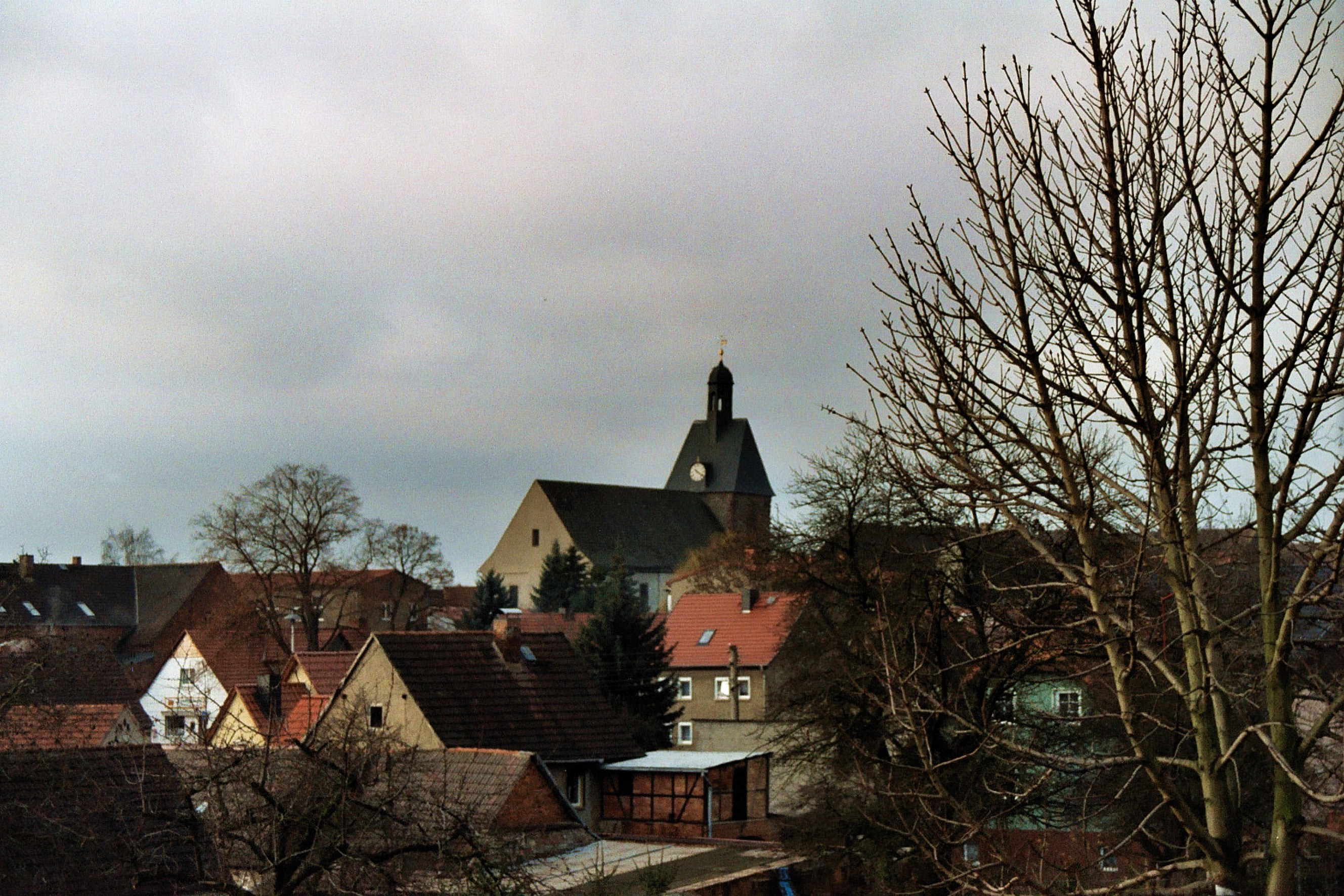
Holdenstedt – Der Kirchturm wurde um 1500 errichtet, war also zur Zeit von Petronella bereits vorhanden.

Petronella, von der weder ein Beiname noch der Familienname bekannt ist, war die Ehefrau des Holdenstedter Bäckers Lukas. Darum wurde sie auch manchmal Petronella von Holdenstedt genannt. Gemeinsam mit ihrer „Muhme“ Margaretha nahm sie Anfang der 1530er Jahre an täuferischen Versammlungen in Holdenstedt und Umgebung teil. Diese fanden wegen der zu erwartenden Verfolgungen im Geheimen statt und wurden von einem gewissen Alexander, Sendbote der Täufer im nördlichen Thüringen und im Harz, geleitet. Seine Predigten machten auf Petronella und Margaretha einen starken Eindruck, sodass sich beide von ihm taufen ließen.

### Ehemeidung
Petronellas Ehemann Lukas lehnte die Lehren der Täufer ab, woraufhin sich Petronella von ihm trennte und dabei den Weg der sogenannten „Ehemeidung“ wählte. Zwar hatte damit nach dem Rechtsverständnis der Frühen Neuzeit „die Ehe an sich“ noch immer Bestand. Der Mann hatte aber in solch einem Fall das Recht, vor Gericht eine Scheidung einzuklagen. In einem späteren Verhör erklärte Petronella ihren Ausstieg aus der Ehe mit dem Hinweis, dass Licht und Finsternis keine Gemeinschaft miteinander haben könnten. Allerdings sei sie bereit, zu ihrem Mann zurückzukehren. Voraussetzung wäre aber seine Umkehr und der Empfang der Gläubigentaufe.
Auf Petronellas „Ehemeidung“, über die zum ersten Mal Marion Kobelt-Groch ausführlich geschrieben hat, wird in vielen Veröffentlichungen zum Eheverständnis und zur Ehepraxis der Täufer Bezug genommen.

### Halberstadt
Anfang des Jahres 1535 hatte der aus Emseloh stammende Täufer Georg Knoblauch seinen Heimatort verlassen, weil er sich dort vor den „vor den Spähern des Herzogs Georg“, einem fanatischen Gegner der Wiedertaufe und ihrer Anhänger, nicht mehr sicher fühlte. Er zog nach Halberstadt und mietete für sich und seine Ehefrau Anna Scheidemantel das sogenannte „Pfaffenhäuslein in den Weiden“, welches Eigentum einer „Frau Gebike“ war, in einem versteckten Winkel hinter dem Dom lag und ab Februar 1535 zu einem Täufertreffpunkt wurde. Neben Petronella lebten sogar eine Reihe zum Teil namentlich bekannter Gemeindemitglieder zeitweilig oder dauernd unter dem Dach der Familie Knoblauch. Ihren Lebensunterhalt verdiente die Gemeinschaft mit der Herstellung von Strohhüten und der Annahme von Tagelöhnerstellen in der näheren Umgebung von Halberstadt.
Über Charakter und Verlauf der Zusammenkünfte liegen eine Reihe belegter Informationen vor, unter ihnen auch solche, die aus polizeilichen Ermittlungen und späteren Verhören stammten. Beobachtet habe man, dass „mangerley volck, unbekande lichtfertige lude“ das versteckte Häuslein aufsuchten. Die Gottesdienste der Gemeinde – so wurde berichtet – fanden hinter geschlossenen Türen und Fensterläden statt. Draußen – so wurde berichtet – sei immer nur ein leises unverständliches Murmeln gehört worden. Hin und wieder hätte sich die Haustür geöffnet, dann seien Männer auf dem Hof erschienen und hätten sich zum Gebet niedergekniet. In einem späteren Verhör berichtete Petronella, man habe auch miteinander die Fußwaschung praktiziert und das Herrnmahl gefeiert. Auch taufen wurden im „Pfaffenhäuslein“ durchgeführt, so zum Beispiel zu Ostern 1535 durch den „Sendboten“ Heinz Kraut. Wesentlich war für sie das gemeinschaftliche Gebet, das sie in der Regel viermal am Tag (davon zweimal des Nachts) sowie vor und nach der Hauptmahlzeit pflegten. Mit leichten Textänderungen sprachen sie auch das Apostolische Glaubensbekenntnis sowie das Vaterunser. Hier deuteten sie die Brotbitte auf das Wort Gottes als das eigentliche Brot: „… das wahrhaftige Brot, dein ewiges Wort, gib uns heute!“ Untereinander redeten sich die Täufer mit „Bruder“ und „Schwester“ an. Auch Verheiratete sowie Eltern und ihre Kinder gebrauchten im Umgang miteinander diese Anrede.

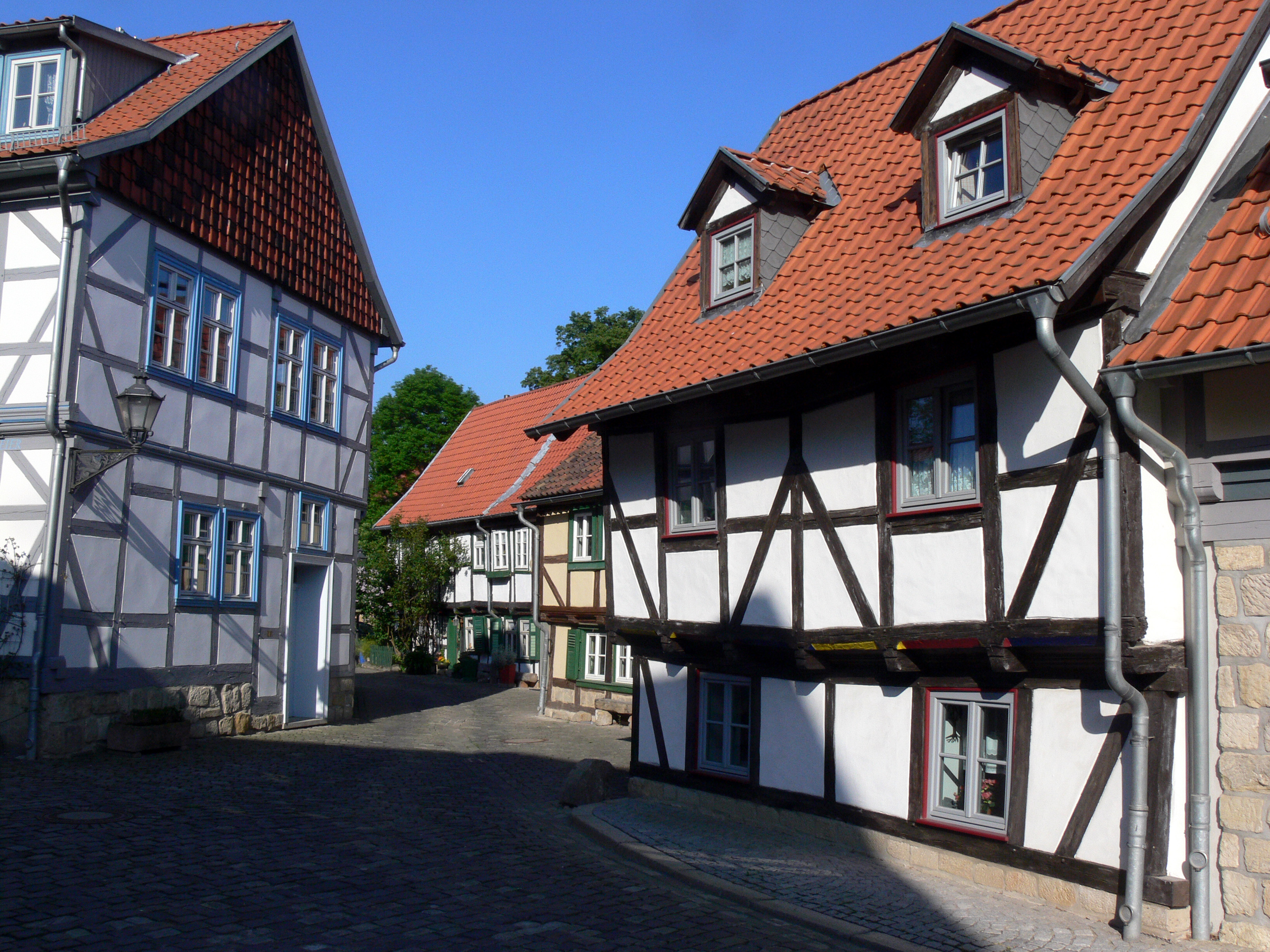
Grauer Hof in Halberstadt – ein Täufertreffpunkt um 1535

Mitte August 1535 brachte eine der verheirateten Täuferinnen, die mit Petronella im Pfaffenhäuslein Unterschlupf gefunden hatte, ein Kind zur Welt. Die bereits erwähnte Vermieterin Frau Gebike wurde argwöhnisch, als das Neugeborene nicht innerhalb der üblichen Frist von acht Tagen zur Taufe getragen wurde. Sie mahnte die junge Mutter, binnen ein oder zwei Tagen das Kind taufen zu lassen, ansonsten müssten sie beide Haus verlassen. Die Täufergemeinschaft wechselte deshalb binnen kürzester Frist ihren Standort und zog in ein Haus am Halberstädter Grauen Hof, einem eng bebauten Gelände, das den Zisterziensern vom Kloster Michaelstein in Blankenburg gehörte (siehe Bild!). Die neue Behausung blieb nicht unentdeckt, zumal sich auch hier ein reger Besucherverkehr einstellte. Auch hatte sich inzwischen die Taufverweigerung herumgesprochen und damit den Verdacht erhärtet, dass es sich bei den Leuten vom Grauen Hof um sogenannte „Wiedertäufer“ handelt, gegen die Kardinal Albrecht von Brandenburg, der auch Apostolischer Administrator des Stifts Halberstadt war, bereits am 31. Januar 1535 eine strenge Verfügung erlassen hatte. Danach sollten alle „Untertanen“ Beobachtungen von täuferischen Aktivitäten sofort an die Verantwortlichen in Verwaltung und Kirche weitergeben. Für das Zurückhalten von Informationen waren Strafen angedroht. Einer der ersten Beamten, der von der Existenz der Täufergemeinde erfuhr, war der Halberstädter Offizial Heinrich Horn. Er benachrichtige das Domkapitel und den Stiftshauptmann. Am Vormittag des 13. Septembers machte sich eine Untersuchungskommission auf den Weg zum Grauen Hof und fand dort lediglich zwei Frauen vor, darunter die bereits erwähnte junge Mutter, sowie sechs unmündige Kinder. Bereits im ersten Verhör gaben die beiden Mütter zu, dass sie zur Täuferinnen gehören und dass der Graue Hof der Treffpunkt einer Täufergemeinde sei. Die Kommission verzichtete wegen der Kinder auf eine Gefangennahme, stellte aber im Blick auf weitere Untersuchungen die beiden Frauen aber unter Hausarrest.

### Gefangennahme, Verhöre und Hinrichtung

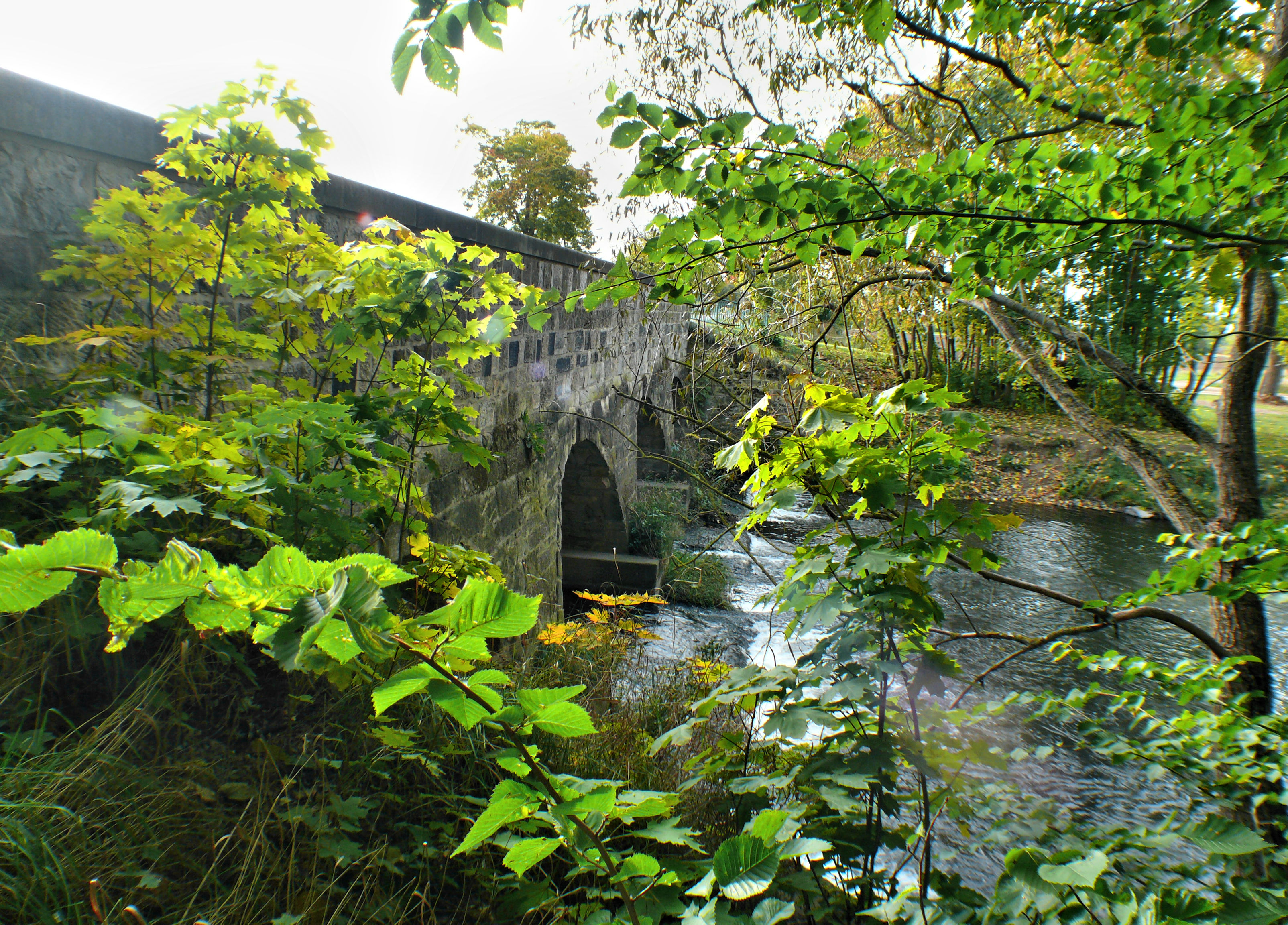
Hinrichtungsort: Der Fluss Bode bei Gröningen

Gegen Mittag des 13. Septembers 1535 traf Petronella im Grauen Hof ein. Sie wurde von Hans Höhne, dem Vater des neugeborenen Kindes, begleitet. Als die beiden die Gerichtsknechte sahen, die zur Bewachung der unter Arrest stehenden Mütter abgestellt waren, knieten sie sich nieder und begannen mit lauter Stimme zu beten. Dann sangen sie gemeinsam den Luther-Choral Ach Gott, vom Himmel sieh darein und verabschiedeten sich von den Frauen und Kindern. Dabei ermahnten sie einander, den täuferischen Überzeugungen treu zu bleiben. Hans Höhne und Petronella wurden daraufhin verhaftet und ins Halberstädter Ratsgefängnis verbracht. Eine Woche später war ein weiteres Mitglied der Halberstädter Täufergemeinde gefangen genommen und ins Gefängnis eingeliefert worden: Adrian Richter, genannt Henkel, ein früherer Knecht des bereits erwähnten Georg Knobloch. Über die Verhöre der drei Gefangenen wurden ausführliche Protokolle angefertigt, über deren Inhalt Kardinal Albrecht, der sich zu dieser Zeit in seiner Mainzer Residenz aufhielt, mit einem Brief vom 24. September informiert wurde. Postwendend bat Albrecht, die ins Auge gefassten Hinrichtungen ein wenig aufzuschieben. Er hoffe – so schrieb er an den Halberstädter Stiftshauptmann –, dass es „seinem gerade in Merseburg weilenden Weihbischof doch noch gelingen werde, die Wiedertäufer von ihrem Irrtum zu bekehren“. Die Versuche des Weihbischofs, der die Häftlinge am 1. Oktober aufsuchte, scheiterten. Petronella und ihre zwei Mitgefangenen wehrten sich mit Vehemenz: „Es solle sie kein Element oder Tyrannei vom Vater, der sie erleuchtet habe, abschrecken (…)“. Auch eine drohende Hinrichtung könnte sie nicht hindern, bei ihren Überzeugungen zu bleiben; „sie wären erfreut, um Christi willen den Tod zu erleiden“.
Petronella, Hans Höhne und Adrian Richter wurden daraufhin von Halberstadt in das etwa 15 Kilometer entfernte Gröningen verbracht. „Etwaige Ungelegenheiten (…), die aus diesem Ketzerprozess entstehen konnten“, sollten so für die Bevölkerung der Domstadt vermieden werden. In Gröningen angekommen, unterzog man die drei Täufer einer letzten Folterung mit dem Ziel, sie zum Widerruf zu bewegen. Als aber das gewünschte Ergebnis ausblieb, steckte der Scharfrichter die Delinquenten jeweils gefesselt in einen Sack und ertränkte sie in der Bode. Ihre Leichen wurden auf Anordnung des Kardinals Albrecht in ungeweihter Erde bestattet.
Begründung für diese und viele andere Hinrichtungen von Anhängern der Täuferbewegung war das sogenannte kaiserliche Wiedertäufermandat von 1529.